# Stadion im. Emila Alexandrescu
Stadion im. Emila Alexandrescu (rum. Stadionul Emil Alexandrescu) – macierzysty stadion klubu CSM Politehnica Jassy. Inauguracja obiektu odbyła się 23 sierpnia 1960 roku. Pojemność stadionu wynosi 11 390 miejsc. Obiekt posiada także oświetlenie.